# Floriano Canale
Floriano Canale (également Canali ou Canalis ; né probablement à Brescia avant 1575 et mort probablement à Brescia après 1612) est un compositeur, organiste et médecin italien.

## Biographie
Pendant longtemps les spécialistes étaient en désaccord sur l'origine de Floriano Canale. De nombreuses dédicaces et les titres de ses œuvres montrent qu'il est né près de, ou à Brescia même. Il est chanoine régulier et de 1581 jusqu'en 1603, organiste au couvent de San Giovanni Evangelista à Brescia. Il est probablement aussi médecin, car la dédicace du traité de la médecine De secreti universali raccolti et sperimentati est signé de son nom : Da Brescia, 12 dicembre 1612, Florian Canale,. Si les deux personnes sont identiques — plusieurs éléments le suggèrent — Canale vivait encore en décembre 1612. Canale est polyvalent : il écrit des traités sur des thèmes médicaux, d'agriculture, de chasse, de musique et de théologie. Il était bon musicien et excellent organiste.

## Œuvres (sélection)
Renzo Bragantini dans le Dizionario Biografico degli Italiani, [« Dictionnaire biographique des Italiens »], volume 17, 1974, donne une liste des œuvres publiées de Floriano Canale.

### Musique
- 1575: Psalmodia 5 et 4 voc. Scotto, Venise.
- 1579: Harmonica officia in triduo dominicae passionis... quaternis vocibus paribus, & plenis mutato tenore in cantum per octavum. Gardano, Venise.
- 1581: Sacrae cantiones, quae vulgo motecta dicuntur, quatuor vocibus decantandae... , imprimé à Brescia par Vincenzo Sabbio. I. Laudate dominum de caelis. – II. Laudate dominum de Sanctis. – III Gloriosi principes. – IV. Laetabitur iustus in Domino. – V. O martyr egregie. – VI. Gaudent in coelis. – VII. Amavit eum dominus. – VIII. O doctor optime. – IX. Afferentur regi virgines. – X. Dum ortus fuerit sol. – XI. Orietur sicut sol. – XII. Virgo prudentissima. – XIII. Spiritus sanctus. – XIV. Adoramus te domine. XV. Dies sanctificatus. – XVI. O sacrum convivium. – XVII. Da pacem domini. – XVIII. O Maria Dei genitrix. – XIX. Ave regina coelorum. Mater regis. – XX. Alma redemptoris mater. – XXI. Ave regina coelorum. Ave domina angeloruum. – XXII. Regina coeli laetare. – XXIII. Salve regina.[4]
- 1588: Missae Introitus ac motecta quatuor vocibus nec non quibuscumque organorum sonis accomodatae. T. Bozzola, Brescia 1588.
- 1600: Canzoni da sonare a quattro et otto voci, libro primo. Dédié à Alessandro Bevilacqua. Imprimé par Giacomo Vincenti à Venise.  I. La Bevilacqua à 4.[5],[6] – II. La Canobbia à 4. – III. La Maggia. – IV. La Martinenga. – V. La Avogadra. – VI. La Gambara. – VII. La Fenarola. – VIII. La Furta. – IX. La Ugona. – X. La Porta. – XI. La Nuvolina. – XII. La Durante. – XIII. La Barbisona. – XIV. La Solda. – XV. La Averolda. – XVI. La Stella. – XVII. La Robbiata. – XVIII. La Bevilaqua à 8. – XIX. La Cenobbia à 8.
- 1601: Canzonette a tre voci di D. Floriano Canale da Bressa organista, primo libro, Lodovico Rattoni gewidmet. 20 septembre 1601, Giacomo Vincenti, Venise.
- 1601: Ricercatori di tutti li tuoni con una battaglia alla francese a quattro voci. Dédié au Conte Carlo Capriolo.
- 1602: Sacrae cantiones quinque vocibus concinendae, tum viva voce, tum instrumentis cuiusvis generis... Giacomo Vincenti, Venedig.
- 1603: Sacrae cantiones sex vocibus concinendae... Liber primus. Vincenti, Venise.
- 1611: Concerto spirituale pieno di varie e divote orationi, con un modo di prepararsi alla santa confessione e communione... Di nuovo corretto e ampliato dal R. P. Don Floriano Canale,... Brescia, Bozzola[7]
- 1611: Quem vidisti pastores a 6, Dicite quidnam vidistis a 6. dans Promptuarii musici. Collection d'œuvres de divers compositeurs, éditée par Abraham Schadäus à Strasbourg[8]

### Médecine
- 1612 : Fr’ secreti universali raccolti et sperimentati.  Ghirardo & Heppo Imberti, Venise, 1626.
- 1622 : Officina medicinale.  Fontana, Brescia[9],[10],[11].
- Del modo di conoscer et sanare i malficiati[12],[13].

## Éditions musicales
- Floriano Canale, Canzoni da sonare a quattro.  1600. À quatre parties pour flûte à bec ou d'autres instruments mélodiques. Édité par Ilse Hechler. Moeck 500/501.
- Canzon La Canobbia de Canzoni da sonare.  Stretta Music STR 5358, 2013.

## Enregistrements
- La Balzana à 8 pour deux orgues ; I. Adagio – II Allegro – III Adagio. Marie-Claire Alain et Luigi Ferdinando Tagliavini, orgue. Dans Les Grandes Heures De San Petronio De Bologne.  Erato LDE 3318, 1966[14].
- Battaglia francese.  Dans: Dans Gabrieli's Day.  American Brass Quintet. Summit Records, 2005[15].